# REV Classic
La REV Classic era una corsa in linea maschile di ciclismo su strada, organizzata annualmente, dal 2006 al 2016, a Cambridge, in Nuova Zelanda. Nelle stagioni 2015 e 2016 fu inserita nel calendario dell'UCI Oceania Tour come gara di classe 1.2.

## Albo d'oro
Aggiornato all'edizione 2016.
| Anno | Vincitore         | Secondo          | Terzo            |
| ---- | ----------------- | ---------------- | ---------------- |
| 2006 | Geoffrey Burndred | Eric Drower      | Scott Guyton     |
| 2007 | Geoffrey Burndred | Matthew Haydock  | Samuel Eadie     |
| 2008 | Gordon McCauley   | Michael Northley | Justin Kerr      |
| 2009 | Gordon McCauley   | Roman Van Uden   | Mark Langlands   |
| 2010 | Patrick Bevin     | Gordon McCauley  | Michael Torckler |
| 2011 | Scott Lyttle      | Roman Van Uden   | Taylor Gunman    |
| 2012 | Jeremy Vennell    | James Oram       | Michael Northley |
| 2013 | Shem Rodger       | Hayden McCormick | Roman Van Uden   |
| 2014 | Patrick Bevin     | San Lindsay      | Hayden McCormick |
| 2015 | Patrick Bevin     | James Oram       | Michael Torckler |
| 2016 | Dion Smith        | Mark O'Brien     | Taylor Gunman    |